# Héritier Deyonge
Héritier Bora Deyonge (Ottignies-Louvain-la-Neuve, Bélgica, 9 de enero de 2002) es un futbolista belga que juega como defensa.

## Trayectoria
En 2019 fichó por el Olympique de Lyon.
En 2020 fue enviado a préstamo al Jong FC Utrecht en la Eerste Divisie.

## Estadísticas

### Clubes
Actualizado al último partido disputado el 11 de noviembre de 2022.
| Club                           | Div.          | Temporada     | Liga  | Liga  | Copas nacionales | Copas nacionales | Copas internacionales | Copas internacionales | Total | Total |
| Club                           | Div.          | Temporada     | Part. | Goles | Part.            | Goles            | Part.                 | Goles                 | Part. | Goles |
| ------------------------------ | ------------- | ------------- | ----- | ----- | ---------------- | ---------------- | --------------------- | --------------------- | ----- | ----- |
| Olympique de Lyon II Francia   | 4.ª           | 2019-20       | 1     | 0     | —                | —                | —                     | —                     | 1     | 0     |
| Olympique de Lyon II Francia   | Total club    | Total club    | 3     | 0     | 0                | 0                | 0                     | 0                     | 3     | 0     |
| Jong FC Utrecht · Países Bajos | 3.ª           | 2020-21       | 8     | 0     | —                | —                | —                     | —                     | 8     | 0     |
| Jong FC Utrecht · Países Bajos | Total club    | Total club    | 8     | 0     | 0                | 0                | 0                     | 0                     | 8     | 0     |
| Heracles Almelo · Países Bajos | 2.ª           | 2022-23       | 3     | 0     | 0                | 0                | —                     | —                     | 3     | 0     |
| Heracles Almelo · Países Bajos | Total club    | Total club    | 3     | 0     | 0                | 0                | 0                     | 0                     | 3     | 0     |
| Total carrera                  | Total carrera | Total carrera | 12    | 0     | 0                | 0                | 0                     | 0                     | 12    | 0     |